# Avant-garde Yumeko
Avant-garde Yumeko (アバンギャルド夢子?, Aban gyarudo Yumeko) è un manga del 2003 scritto e disegnato da Shūzō Oshimi.
L'opera, composta da un volume unico, è celebre per essere il primo lavoro di Oshimi ad aver goduto di una distribuzione a livello nazionale, tanto da avere ottenuto nel 2013, in occasione dei dieci anni dalla pubblicazione e insieme a Yutai nova - Viaggi astrali – una riedizione con nuova copertina e contenuti, a cui si rifà anche l'edizione italiana a cura di Panini Comics. All'interno dell'opera è inserito anche il primo lavoro dell'autore, Superfly (スーパーフライ?, Supafurai).

## Trama
Yumeko Mochizuki è una ragazzina adolescente che si ritrova a dinnanzi ai primi dubbi riguardo all'amore e al sesso; in particolare, si ritrova particolarmente attratta e desidererebbe conoscere a fondo il "membro" maschile, convinta che ciò potrebbe esserle d'ispirazione per i suoi disegni. In seguito la ragazza conosce Honda Shoichi, coetaneo che acconsente a farle da modello: dopo l'iniziale imbarazzo, tra i due si viene tuttavia a creare uno strano rapporto.

## Manga
| Nº | Data di prima pubblicazione   | Data di prima pubblicazione                                                   | Data di prima pubblicazione | Data di prima pubblicazione |
| Nº | Giapponese                    | Giapponese                                                                    | Italiano                    | Italiano                    |
| -- | ----------------------------- | ----------------------------------------------------------------------------- | --------------------------- | --------------------------- |
| 1  | 6 novembre 2003 5 aprile 2013 | ISBN 4-06-361177-9 (prima edizione) ISBN 978-4-06-382290-8 (seconda edizione) | 18 giugno 2020              | ISBN 978-8-89-129372-5      |